# Когоктон (Нью-Йорк)
Когоктон (англ. Cohocton) — місто (англ. town) в США, в окрузі Стубен штату Нью-Йорк. Населення — 2269 осіб (2020).

## Демографія
Згідно з переписом 2010 року, у місті мешкала 2561 особа в 975 домогосподарствах у складі 688 родин. Було 1232 помешкання
Расовий склад населення:
| - 97,5 % — білих - 0,3 % — азіатів - 0,2 % — корінних американців - 0,2 % — чорних або афроамериканців |

До двох чи більше рас належало 1,7 %. Частка іспаномовних становила 1,2 % від усіх жителів.
За віковим діапазоном населення розподілялося таким чином: 24,2 % — особи молодші 18 років, 61,6 % — особи у віці 18—64 років, 14,2 % — особи у віці 65 років та старші. Медіана віку мешканця становила 41,4 року. На 100 осіб жіночої статі у місті припадало 105,0 чоловіків;  на 100 жінок у віці від 18 років та старших — 101,9 чоловіків також старших 18 років.
Середній дохід на одне домашнє господарство  становив 63 656 доларів США (медіана — 49 034), а середній дохід на одну сім'ю — 69 791 долар (медіана — 58 359). Медіана доходів становила 40 517 доларів для чоловіків та 31 750 доларів для жінок. За межею бідності перебувало 13,2 % осіб, у тому числі 17,8 % дітей у віці до 18 років та 8,5 % осіб у віці 65 років та старших.
Цивільне працевлаштоване населення становило 1042 особи. Основні галузі зайнятості: освіта, охорона здоров'я та соціальна допомога — 23,8 %, виробництво — 15,6 %, роздрібна торгівля — 10,5 %, будівництво — 9,4 %.